# Cueta pilosa
Cueta pilosa is een insect uit de familie van de mierenleeuwen (Myrmeleontidae), die tot de orde netvleugeligen (Neuroptera) behoort. 
Cueta pilosa is voor het eerst wetenschappelijk beschreven door Navás in 1917.